# Kinki Sharyo
The Kinki Sharyo Co., Ltd. (近畿車輛株式会社?, Kinki Sharyō Kabushiki-gaisha) è una azienda giapponese di costruzioni di materiale rotabile, tra le più grandi del suo paese e del mondo. L'azienda fu fondata nel 1920 con il nome di Materiale Rotabile Tanaka. Ha cambiato nome nel 1945. Nel corso della sua storia ha costruito anche alcuni modelli di shinkansen. È una sussidiaria della Kintetsu Corporation.
L'azienda è specializzata soprattutto in ferrovie leggere, infatti ha costruito convogli per molte metropolitane tra cui la Metropolitana del Cairo e quella di Dubai.

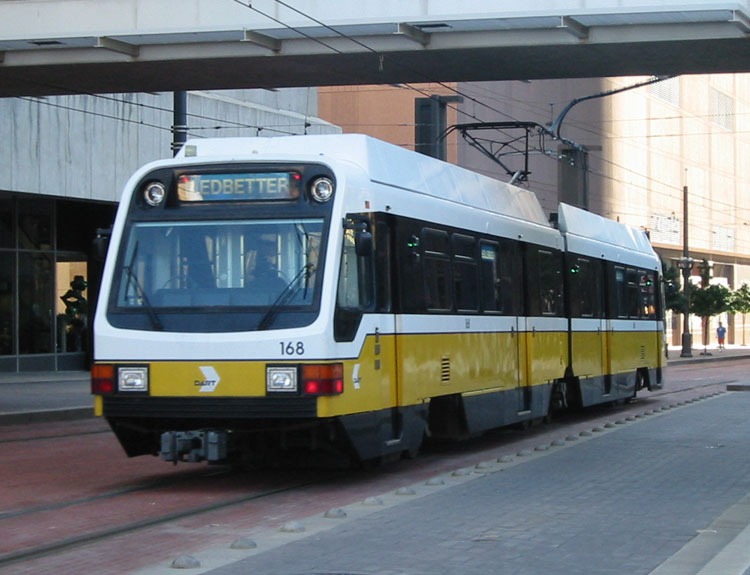
DART Dallas
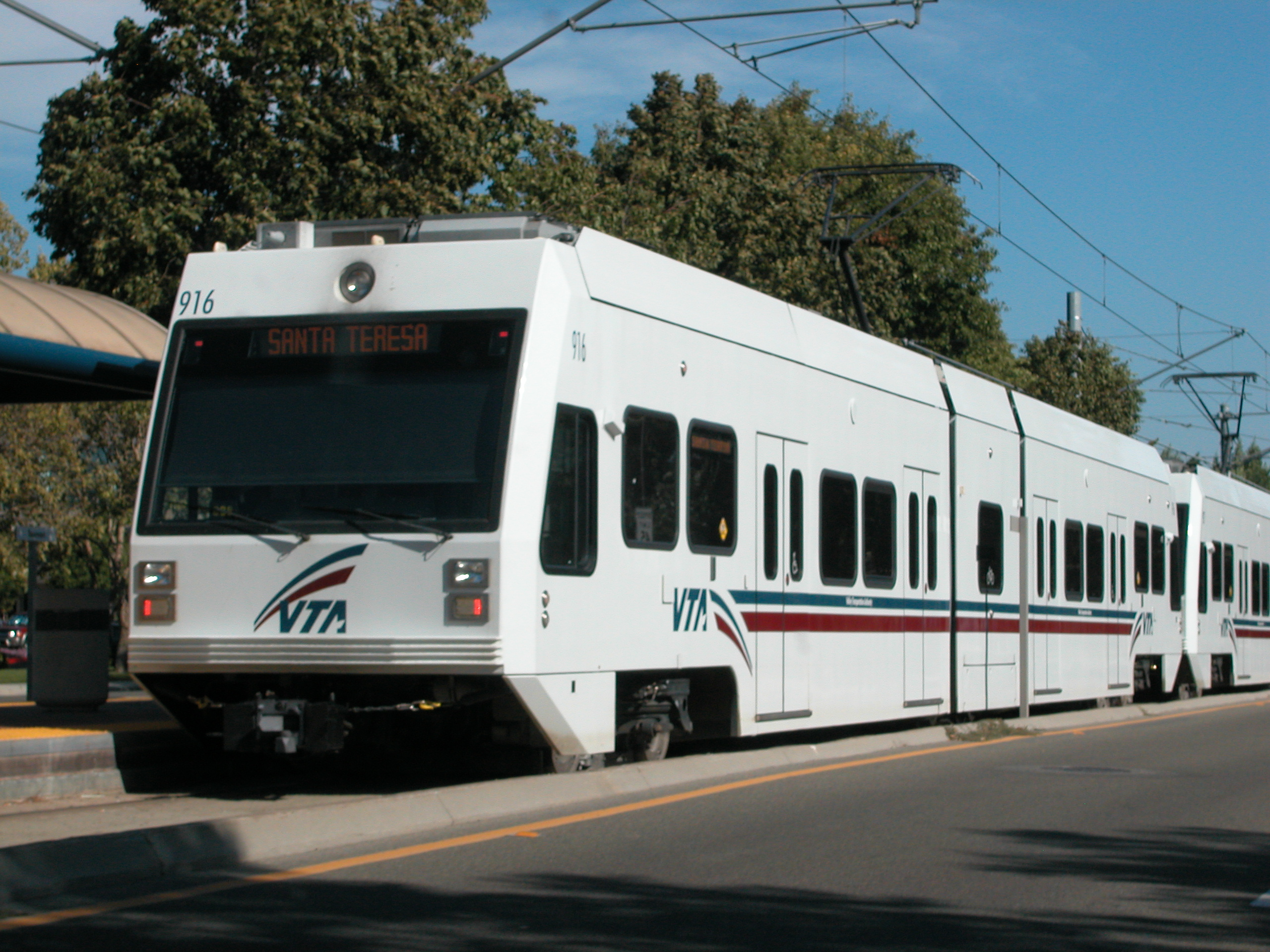
VTA San Jose